# جووانا، ملکه ایتالیا
جووانا، ملکه ایتالیا (انگلیسی: Giovanna of Savoy; ۱۳ نوامبر ۱۹۰۷ – ۲۶ فوریهٔ ۲۰۰۰) شاهزاده ایتالیایی از دودمان ساووی بود که بعداً به عنوان تساریتسا بلغارستان با ازدواج با بوریس سوم بلغارستان تبدیل شد. او شاهزاده و ملکه ایتالیا بود که در تورین، ایتالیا متولد شد. او دختر آمادئو، دوک آو آوستا و ماریا ویکتوریا از پرتغال بود. در سال ۱۸۸۳، جووانا با ویکتور امانوئل سوم، پادشاه ایتالیا ازدواج کرد و به عنوان ملکه ایتالیا شناخته شد.
جووانا زندگی‌ای نسبتاً متواضع و ساده داشت و بیشتر به امور خیریه و حمایت از پروژه‌های اجتماعی و فرهنگی علاقه‌مند بود. در دوره سلطنت او، او در فعالیت‌های مختلفی همچون بهبود شرایط بهداشتی و آموزشی در ایتالیا مشارکت داشت. همچنین در دوران جنگ جهانی اول، او به شدت از نیروهای نظامی حمایت می‌کرد و کمک‌های بسیاری به خانواده‌های سربازان داشت.
جووانا تا سال ۱۹۴۶، که پادشاهی ایتالیا برچیده شد، در کنار شوهرش و بعد از آن به عنوان مادر پادشاه ایتالیا در تاریخ کشورش شناخته می‌شد. او در ۲۸ فوریه ۱۹۴۶ درگذشت.

## زندگی

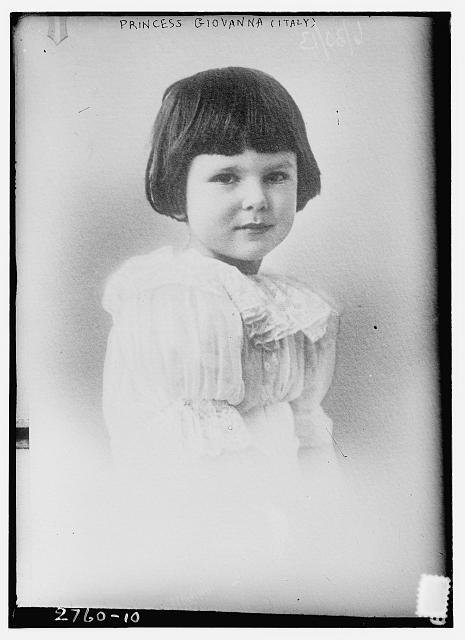
پرنسس جیوانا از ساووی در دوران کودکی

جیوانا در رم، سومین دختر و چهارمین فرزند از پنج فرزند شاه ویکتور امانوئل سوم و ملکه النا، شاهزاده پیشین مونته‌نگرو، به دنیا آمد. در مراسم تعمید کاتولیک رومانی، نام‌های جیوانا الیزابت آنتونیا رومانا ماریا به او داده شد. برادر بزرگتر او شاه ایتالیا در آینده (اومبرتوی دوم) بود.

## تساریتسا بلغارستان

مونگرام سلطنتی ملکه جیوانا از بلغارستان

جیوانا در ۲۵ اکتبر ۱۹۳۰ در کلیسای سنت فرانسیس آسیزی آسیزی با تسار بوریس سوم بلغارستان ازدواج کرد، در مراسمی کاتولیک رومانی، که در آن بنیتو موسولینی، دیکتاتور ایتالیا، حضور داشت. بلغارها او را انتخاب مناسبی می‌دانستند، چرا که مادرش النا از مونته‌نگرو از قوم اسلاوها بود. در مراسمی دوم در صوفیه، جیوانا (که خود دختر یک پدر کاتولیک و یک مادر پیشین ارتدوکس بود) در مراسمی کلیسای ارتدکس شرقی ازدواج کرد، که باعث بروز اختلافاتی با کلیسای کاتولیک شد. جیوانا نسخه بلغاری نامش، ایوانا، را پذیرفت. جیوانا با پاپ ژان بیست‌وسوم، که نونس آن زمان به بلغارستان بود، آشنا بود و او توانست به او کمک کند. او و بوریس دو فرزند داشتند: ماری لوئیز از بلغارستان که در ۱۳ ژانویه ۱۹۳۳ متولد شد و سیمئون زاکس-کبورگ و گوتا که در ۱۶ ژوئن ۱۹۳۷ متولد شد.
در سال‌های پیش از جنگ جهانی دوم، تساریتسا ایوانا در امور خیریه فعال شد، از جمله تأمین هزینه‌های بیمارستان کودکان. در طول جنگ، او در مقابل همسرش که بلغارستان را به نیروهای محور تحویل داده بود، با گرفتن ویزای ترانزیت برای فرار تعدادی از یهودیان به آرژانتین، ایستادگی کرد. تسار بوریس همچنین کمتر از آنچه آدولف هیتلر امیدوار بود قابل انعطاف بود و پس از دیدار با هیتلر در برلین در اوت ۱۹۴۳، تسار به شدت بیمار شد و در ۴۹ سالگی درگذشت. دلایل رسمی مرگ او استرس و مشکل قلبی بود.
پسر ایوانا، سیمئون، تسار جدید شد و یک شورای وصایت تشکیل شد که تحت رهبری عمویش پرنس کریل بود، که توسط آلمانی‌ها به عنوان فردی قابل انعطاف‌تر در نظر گرفته می‌شد.
در روزهای پایانی جنگ جهانی دوم، بلغارستان توسط اتحاد جماهیر شوروی اشغال شد. پرنس کریل توسط دادگاه مردمی محاکمه و سپس اعدام شد. ایوانا و پسرش سیمئون تحت بازداشت خانگی در کاخ ورانا، نزدیک صوفیه، تا ۱۵ سپتامبر ۱۹۴۶ باقی ماندند، زمانی که دولت کمونیستی جدید به آنها ۴۸ ساعت مهلت داد تا کشور را ترک کنند، زیرا دولت پس از رفراندوم اعلام جمهوری شده بود، اگرچه ملکه پس از اعدام پرنس کریل در ۱ فوریه ۱۹۴۵ می‌خواست بلغارستان را ترک کند.

## سال‌های پایانی
پس از فرار اولیه به اسکندریه در پادشاهی مصر برای پیوستن به پدرش، شاه ویکتور امانوئل سوم، جیوانا و پسرش سیمئون دوم به مادرید نقل مکان کردند. در سال ۱۹۶۲ سیمئون دوم ازدواج کرد و ملکه جیوانا به اشتوریل در ریویرا پرتغالی نقل مکان کرد، جایی که باقی عمرش را گذراند، به جز یک بازگشت کوتاه به بلغارستان در سال ۱۹۹۳، زمانی که از محل قبر بوریس بازدید کرد و در مراسم بازسازی قلب او حضور داشت.
او در قبرستان عمومی آسیزی، ایتالیا به خاک سپرده شده است، جایی که در سال ۱۹۳۰ با پادشاه بوریس سوم ازدواج کرد.

## افتخارات، سبک‌ها و نشان‌ها
جیوانا ساووی، ملکه بلغارستان، در طول زندگی خود به دریافت افتخارات متعدد ملی و بین‌المللی نائل شد. این افتخارات شامل نشان‌ها و مقام‌های عالی از سوی کشورهایی مانند ایتالیا، بلغارستان، امپراتوری اتریش-مجارستان، امپراتوری روسیه، پادشاهی بایرن، پادشاهی یوگسلاوی و دیگر خاندان‌های سلطنتی اروپا بود.

### نشان‌های ملی
- بانوی عالی‌رتبه نشان قدیسان موریس و لازاروس از سوی دودمان ساووی (ایتالیا)
- بانوی صلیب بزرگ نظم شوالیه‌ای مالت
- بانوی صلیب بزرگ نشان سلطنتی فرانسیس یکم از خاندان بوربون-دو سیسیل
- بانوی صلیب بزرگ نشان سنت الکساندر از پادشاهی بلغارستان (با الماس، ۱۹۳۳)

### نشان‌های خارجی
- بانوی نشان سلطنتی صلیب ستاره‌دار از امپراتوری اتریش-مجارستان
- بانوی صلیب بزرگ نشان ترزا از پادشاهی بایرن
- بانوی نشان سلطنتی سنت کاترین از امپراتوری روسیه
- بانوی صلیب بزرگ نشان سنت ساوا از پادشاهی یوگسلاوی
این افتخارات نشان‌دهنده جایگاه برجسته او در میان خاندان‌های سلطنتی اروپا و احترام بین‌المللی به شخصیت و نقش او در تاریخ معاصر اروپا هستند.